# Alphonsea lutea
Alphonsea lutea är en kirimojaväxtart som först beskrevs av William Roxburgh, och fick sitt nu gällande namn av Joseph Dalton Hooker och Thomas Thomson. Alphonsea lutea ingår i släktet Alphonsea och familjen kirimojaväxter. Utöver nominatformen finns också underarten A. l. longipes.